# Asiarotalia
Asiarotalia es un género de foraminífero bentónico de la subfamilia Ammoniinae, de la familia Rotaliidae, de la superfamilia Rotalioidea, del suborden Rotaliina y del orden Rotaliida. Su especie tipo es Asiarotalia mekongensis. Su rango cronoestratigráfico abarca el Holoceno.

## Clasificación
Asiarotalia incluye a las siguientes especies:
- Asiarotalia holocenica
- Asiarotalia mekongensis
- Asiarotalia multispinosa